# Sardinella hualiensis
Sardinella hualiensis är en fiskart som först beskrevs av Chu och Tsai, 1958.  Sardinella hualiensis ingår i släktet Sardinella och familjen sillfiskar. Inga underarter finns listade i Catalogue of Life.